# Henrique Beauchamp, Duque de Warwick
Henrique Beauchamp (22 de março de 1425 – 11 de junho de 1446), 14.º conde e 1.º duque de Warwick, foi um nobre inglês.

## Vida
Henrique de Beauchamp era filho de Ricardo Beauchamp, 13.º Conde de Warwick, e Isabel le Despenser. Em 1434, ele se casou com Cecily Neville, a segunda filha de Ricardo Neville, 5.º Conde de Salisbury, e Alice Montagu, Condessa de Salisbury. Ele se tornou o 14.º Conde de Warwick após a morte de seu pai em 1439.
Sua amizade de infância com o rei Henrique VI e os serviços militares de seu pai o colocaram em alta estima pelo rei, e ele estava repleto de títulos. Em 1444, ele foi nomeado primeiro conde do reino e, em 14 de abril de 1445, foi criado duque de Warwick,  e, na mesma época, recebeu a Floresta de Feckenham .
Diz-se que ele foi coroado rei da Ilha de Wight em 1444 por Henrique VI, para colocar seu companheiro de brincadeiras em uma posição mais igualitária com ele, mas esta história é considerada não histórica.
Como Duque de Warwick, ele foi precedido apenas pelo Duque de Norfolk. Essa precedência foi contestada pelo Duque de Buckingham, a quem desbancou. Entretanto, a questão foi tornada irrelevante por sua morte em 11 de junho de 1446, ocasião em que o ducado expirou por falta de herdeiros do sexo masculino.

## Sucessão
Após sua morte, o condado foi herdado por sua filha de dois anos, Ana (14 de fevereiro de 1444). – 3 de junho de 1449 ), suo jure Condessa de Warwick. Ela, no entanto, morreu três anos depois, e havia algumas dúvidas sobre quem, se houver, das irmãs de seu pai (ou seus herdeiros) deveria suceder.
No final, sua irmã Ana (que era casada com Ricardo Neville, filho mais velho de Ricardo Neville, Conde de Salisbury, e irmão da viúva de Beauchamp) foi declarada herdeira, devido ao princípio do direito comum inglês de que "a posse pelo irmão torna a irmã a herdeira", o que impede parentes do meio-sangue de herdar quando parentes de sangue puro estão disponíveis para herdar. As três meias-irmãs do primeiro casamento do pai contestaram a decisão, mas sem sucesso.